# Aeroportul Malcolm McKinnon
Aeroportul Malcolm McKinnon (IATA: SSI, ICAO: KSSI, FAA LID: SSI) este un aeroport din St. Simons⁠(d), Comitatul Glynn, Georgia, Statele Unite ale Americii ce deservește zona Brunswick⁠(d). Aeroportul a fost tranzitat în 2019 de 738 de pasageri.
Situat la o altitudine de 6 m, aeroportul dispune de 2 piste.

## Infrastructură

### Piste
Aeroportul dispune de 2 piste. Pista 04/22 are suprafața de asfalt și dimensiunile 5.584 picioare × 100 picioare. Pista 16/34 are suprafața de asfalt și dimensiunile 3.313 picioare × 75 picioare. 